# Henry Palmer (Musiker)
Henry Palmer  (* 28. September 1898 in Georgia; † 20. März 1984 in Chicago) war ein US-amerikanischer Stride-Pianist.

## Leben
Palmer wurde ab Ende der 1930er Jahre in der Chicagoer Jazzszene bekannt; er spielte mit seinen Bands bevorzugt in den weißen Clubs, nicht den Lokalitäten der South Side. 1942 hatte er ein Engagement in Frasik’s Cocktail Lounge, 1944 in der Whirlaway Lounge; in der zweiten Hälfte der 1940er Jahre war er krankheitsbedingt nicht als Musiker aktiv. Henry Palmer nahm 1951 seine einzige Session unter eigenem Namen für J.O.B. Records auf, bei der die Sängerin Mitzi Mars mitwirkte (Jump Boy). In den 1950er Jahren spielte er weiterhin in verschiedenen Clubs der Stadt, wie dem Club Capri. Er starb im März 1984 in Chicago.